# Kakariki rudočelý
Kakariki rudočelý (Cyanoramphus novaezelandiae) je středně velký druh papouška z Nového Zélandu, který byl kdysi velmi hojně rozšířen po celém souostroví, avšak v současnosti je jeho výskyt omezen na menší novozélandské ostrovy jako je Stewartův ostrov, Chathamské ostrovy, Aucklandovy ostrovy, Tříkrálové ostrovy, Ostrovy chudých rytířů, Whenua Hou aj. Na hlavních ostrovech se vyskytuje ve zbytkových, geograficky oddělených populacích nebo v přírodních rezervacích, kde byl reintrodukován. Hlavními příčinami vymizení papouška z novozélandské pevniny bylo zatáhnutí krys, fretek a hranostajů na Nový Zéland. Dělí se do 3 poddruhů – subsp. chathamensis obývající Chathamské ostrovy, subsp. cyanurus z Kermadekových ostrovů a typový subsp. novaezelandiae z novozélandských hlavních a satelitních ostrovů.
Samec váží okolo 80 g a jeho tělo dosahuje délky 25–27 cm; samice váží kolem 70 g a délka jejího těla se pohybuje mezi 21–26 cm. Opeření na svrchní části těla je převážně sytě zelené, ve spodních partiích žlutozelené. Výrazné je karmínové čelo a karmínový pásek táhnoucí se od zobáku přes oči k ušním otvorům. Kakarikiové rudočelí se vyskytují v různých typech tropických a subtropických habitatů. Hnízdí v norách a dutinách živých stromů i tlejících kmenů, skalních dutin či nor vyhrabaných jinými ptáky. Samice nejčastěji mezi říjnem a prosincem klade v průměru kolem 7 bílých vajec. Inkubuje pouze samice po dobu kolem 23 dní. Ptáčata opouští hnízdo po cca 7 týdnech. Kakarikiové se živí plody (semeny, ovocem, bobulemi, ořechy) a dalšími částmi rostlin, v době hnízdění si jídelníček zpestřuje bezobratlými živočichy. Jedná se o málo dotčený druh, nicméně úbytek habitatu a hlavně pokračující rozšíření savčích predátorů po novozélandské pevnině zabraňují navrácení kakarikiů rudočelých do volné přírody Jižního a Severního ostrova. Kakarikiové rudočelí jsou drženi v chovech po celém světě, často se objevují v různých barevných mutacích, např. žluté, strakaté nebo modré.

## Systematika
Kakarikiho rudočelého poprvé popsal švédský přírodovědec Anders Sparrman v roce 1787. Sparrman druh popsal na základě exempláře odchyceného Georgem Forsterem během Cookovy druhé plavby (1772–1775). Forster kakarikiho odstřelil ve fiordlandském Dusky Sound (jižní cíp Jižního ostrova). Forster se svých zápiscích se zmiňuje, že kakariki rudočelí byli rozšíření i v Queen Charlotte Sounds (severní cíp Jižního ostrova).
Kakariki rudočelý náleží do rodu kakariki (Cyanoramphus) a čeledi alexandrovití (Psittaculidae). Vnitřní systematika kakarikiů, zvláště kakarikiho rudočelého, byla a stále je předmětem taxonomických debat. Problémem je velice blízká morfologická příbuznost kakarikiů z různých tichomořských ostrovů, takže množství taxonů bylo tradičně považováno poddruhy kakarikiho rudočelého. Teprve na základě genetických analýz byly tyto poddruhy povýšeny na druhy. K roku 2022 se rozeznávaly 3 poddruhy kakarikiho rudočelého:
- C. novaezelandiae novaezelandiae – Severní, Jižní a Stewartův ostrov, Aucklandovy ostrovy
- C. novaezelandiae chathamensis – Chathamské ostrovy
- C. novaezelandiae cyanurus – Kermadekovy ostrovy

K taxonům, které byly v minulosti považovány za poddruhy kakarikiho rudočelého, avšak dnes jsou považovány za samostatné druhy, patří:
- C. n. hochstetteri – rozšířen po Ostrovech Protinožců; dnes samostatný druh Cyanoramphus hochstetteri
- C. n. saisseti – rozšířen na Nová Kaledonii; dnes samostatný druh kakariki novokaledonský (Cyanoramphus saisseti)
- † C. n. subflavescens – původně rozšířen na ostrově Lorda Howa; dnes samostatný druh Cyanoramphus subflavescens
- C. n. cooki – ostrov Norfolk; dnes uznáván jako samostatný druh kakariki norfolcký (Cyanoramphus cookii)
- † C. n. erythrotis – původně rozšířen na ostrově Macquarie; patrně se jedná o samostatný druh Cyanoramphus erythrotis

Vybrané ilustrace kakarikiů rudočelých
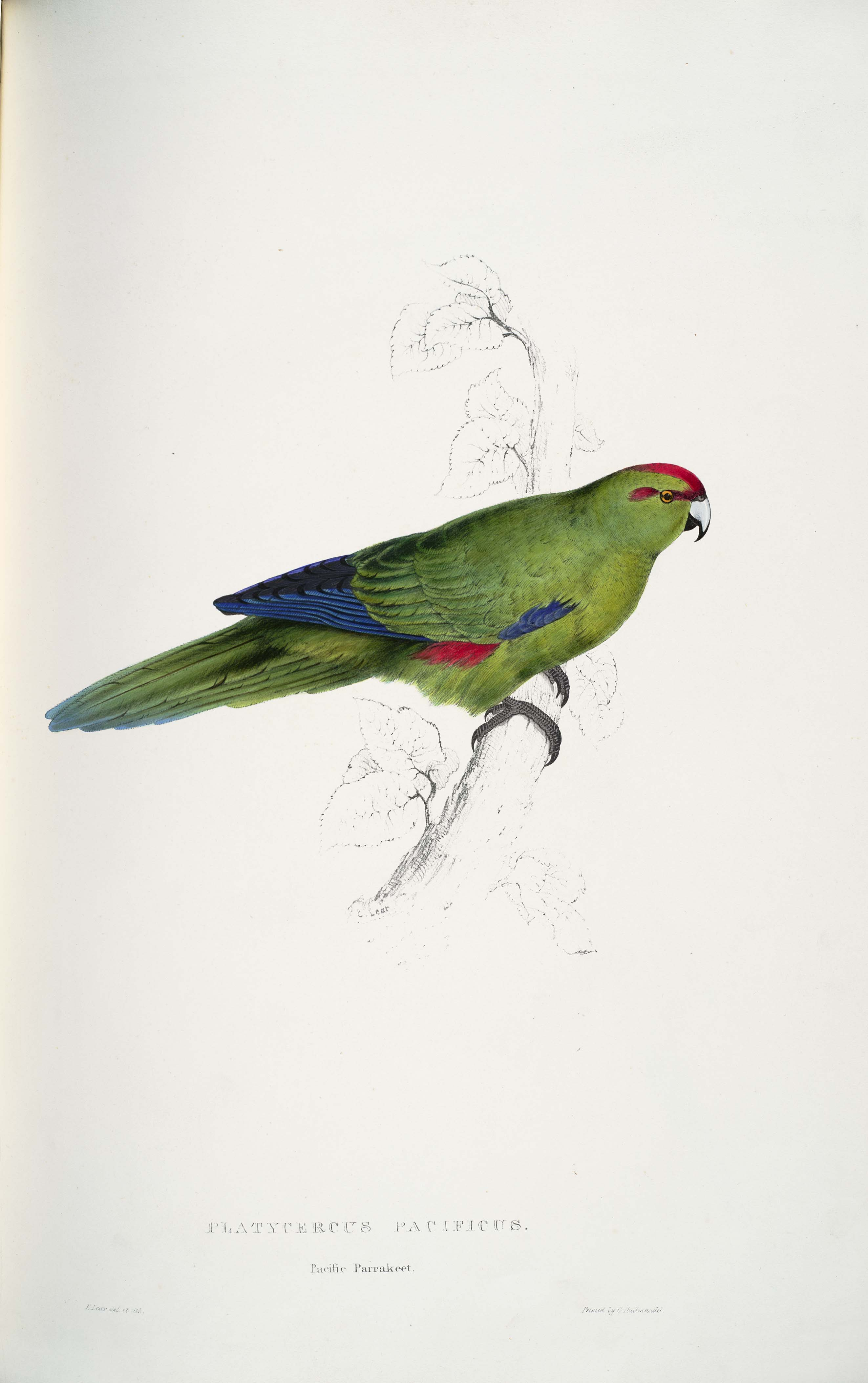
Edward Lear (1832)
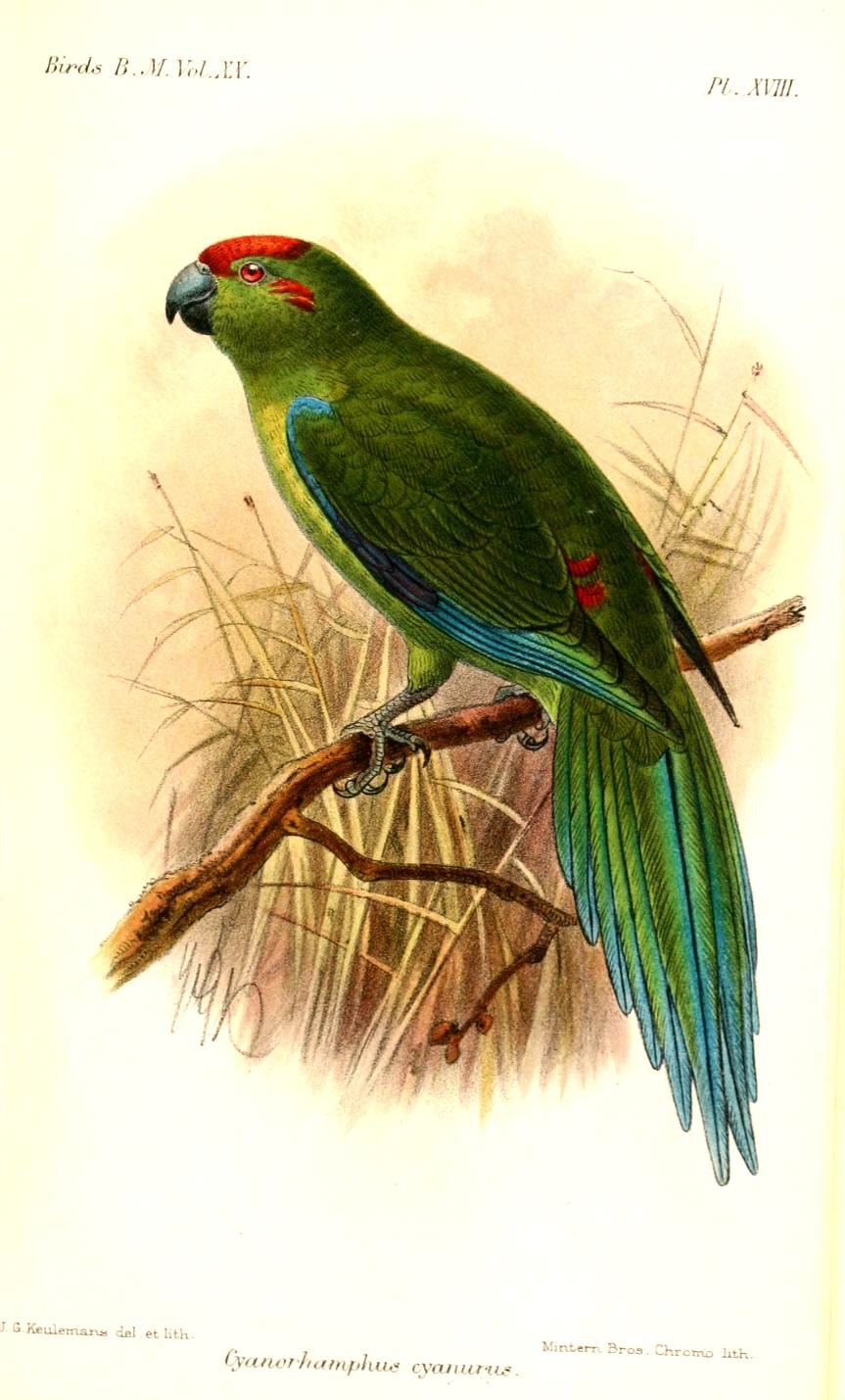
Johannes Gerardus Keulemans (1891)
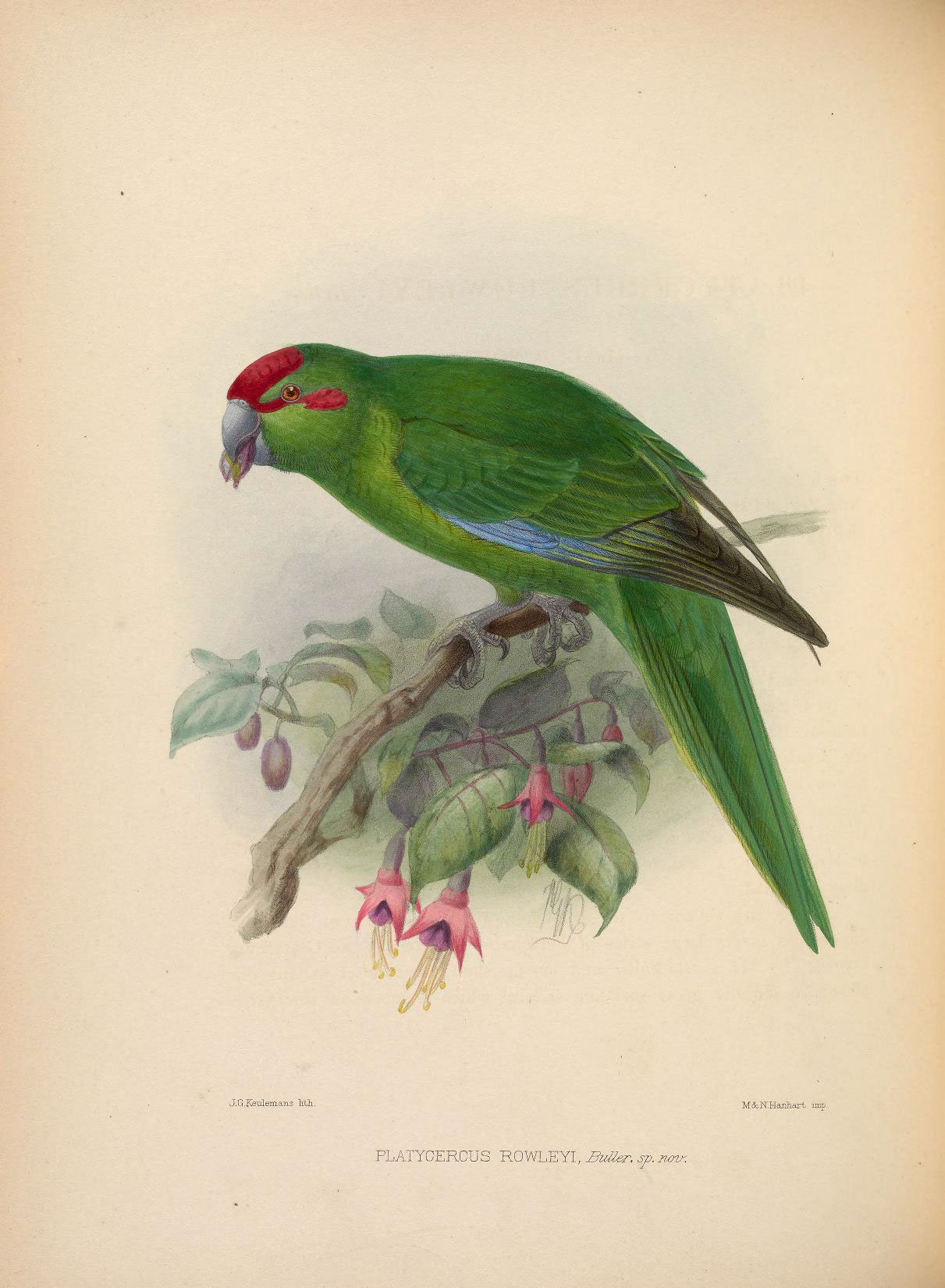
Johannes Gerardus Keulemans (1877)
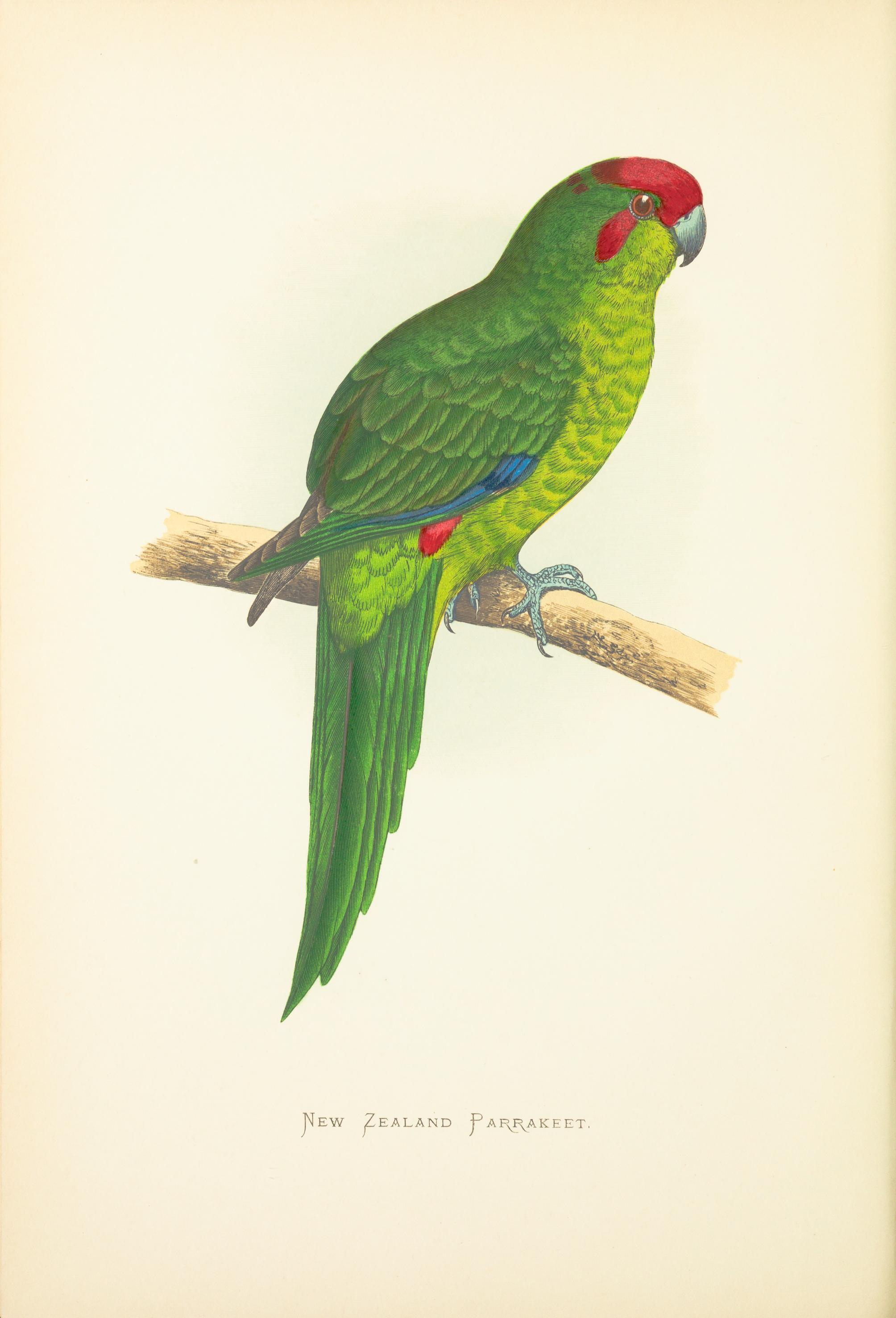
William Thomas Greene (?) (1884)
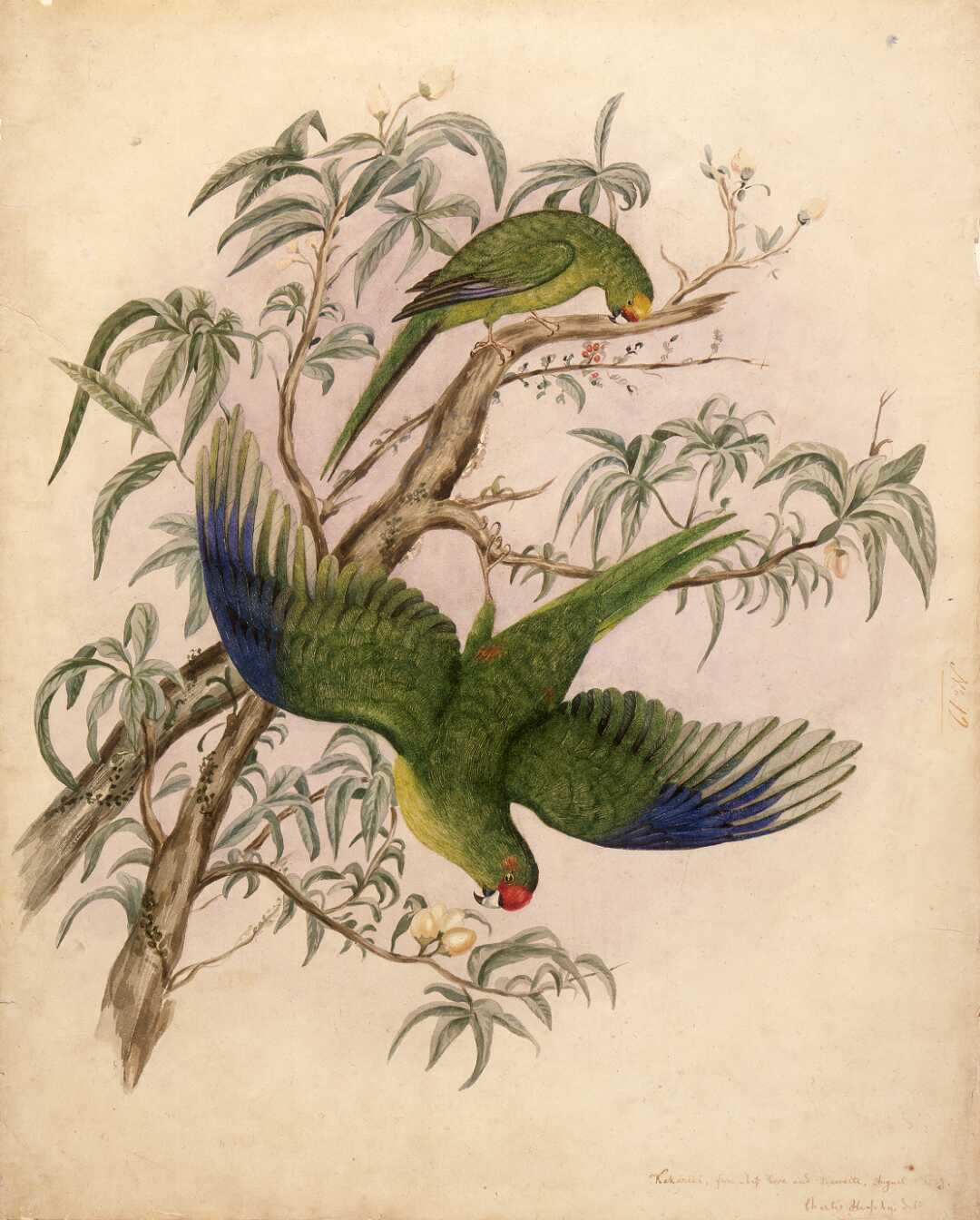
Charles Heaphy (1839)

## Popis

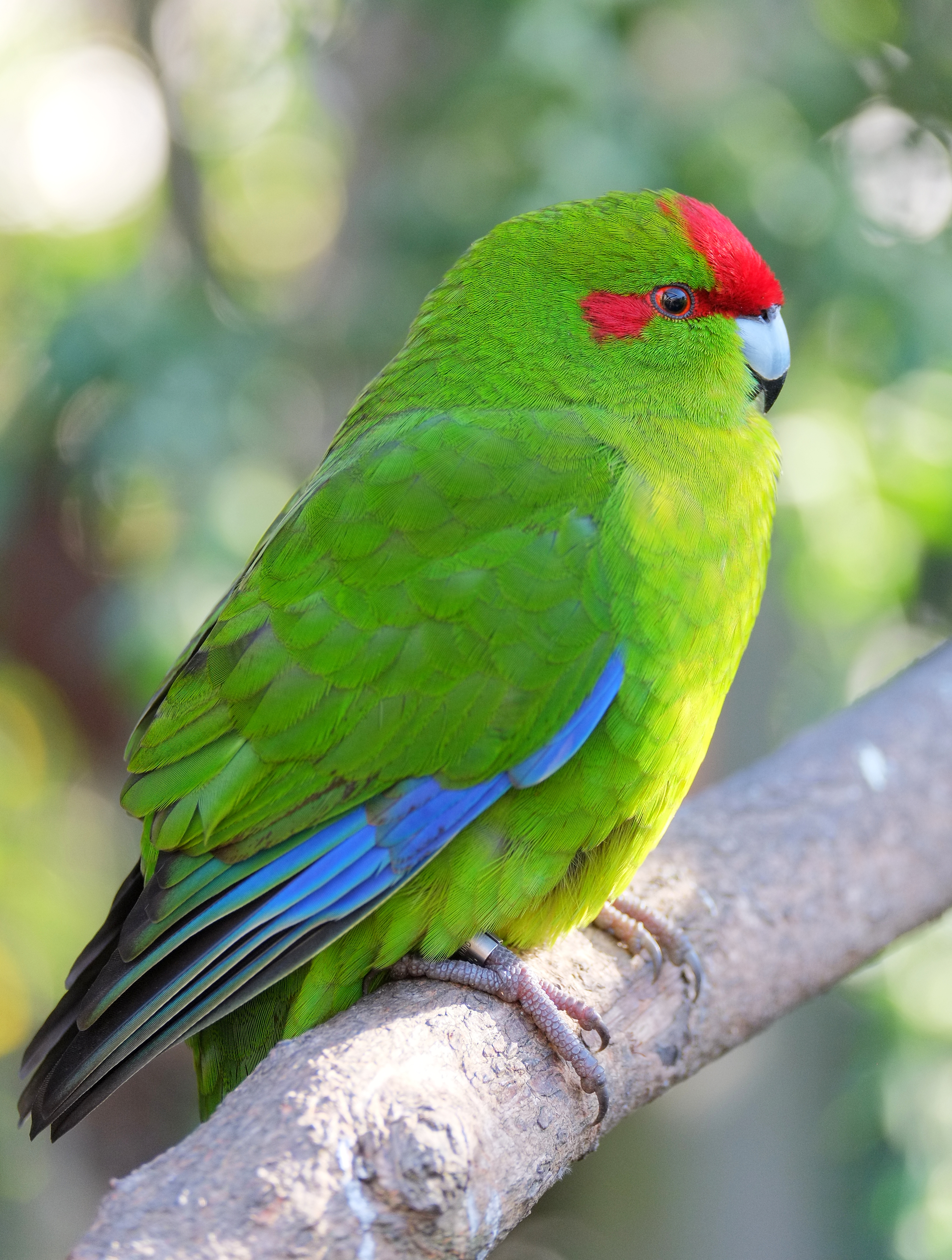
Kakariki rudočelý s patrnou žlutozelenou spodinou, karmínovými pásky na hlavě a modročernými ručními letkami

Jedná se o středně velkého papouška. Samec váží okolo 80 g, jeho tělo dosahuje délky 25–27 cm, rozpětí křídel se pohybuje mezi 32–38 cm. Samice váží kolem 70 g, délka jejího těla se pohybuje mezi 21–26 cm, rozpětí křídel je 32–38 cm. Barva opeření samce i samice je totožná, avšak tělo samců je o něco větší a jejich zobák delší, což lze vidět hlavně v momentě, kdy jsou samec a samice vedle sebe. Morfologické rozdíly mezi poddruhy se týkají hlavně velikosti a odstínů opeření; jsou nicméně natolik minimální, že zmátly i vědce provádějící genetické analýzy.
Opeření na svrchní části těla je převážně sytě zelené, ve spodních partiích se barva mění od světle zelené až po žlutavou. Po stranách kostřece se nachází na každé straně karmínový flek. Ten v případě složených křídel není vidět. Čelo je karmínově červené, stejně jako pásky táhnoucí se od kořene horního zobáku přes tváře a oči až k ušních otvorům (odtud druhové jméno „rudočelý“). Svrchní strana křídel je převážně sytě zelená, avšak vnějších pět letek je svrchu modrých až černých, což lze vidět dobře za letu a částečně i při složení křídla. Spodní strana křídel je zelenomodrá až šedá a přes ruční a loketní letky se táhne bledě žlutý podélný proužek, který je u některý jedinců jen málo výrazný a občas úplně chybí. Zobák je bílošedý až namodralý a jeho okraje jsou černé, stejně jako jeho zakončení. Ozobí je tmavě šedé až černé. Duhovky jsou rudé nebo sytě oranžové, oční kroužek šedočerný až černý. Běháky a nohy jsou šedé.
Nedospělí jedinci jsou v zásadě zbarveni jako dospělci, avšak lze je rozpoznat podle karmínového proužku, který končí těsně za okem a není protažený až k ušním otvorům jako u dospělců. Karmínové fleky po stranách kostřece mají nedospělí jedinci mnohem menší. Mláďata kakarikiů lze rozlišit podle růžových zobáků, růžovošedého ozobí, hnědočerných duhovek a šedorůžových noh a běháků.

## Rozšíření
Kakariki rudočelý byl před lidským osídlením Nového Zélandu extrémně hojně rozšířen po celém novozélandském souostroví. V současné době je jejich výskyt omezen v zásadě na menší novozélandské ostrovy jako jsou Tříkrálové ostrovy, Ostrovy chudých rytířů, ostrovy v zálivu Hauraki, ostrovy Aldermen, souostroví Mercury, ostrovy v Bay of Plenty nebo ostrov Kapiti. Relativně hojný je stále na Stewartově ostrově a okolních ostrovech (Whenua Hou, Taukihepa, Bench, Ruapuke a ostrov Green), dále na Aucklandových ostrovech, Chathamských ostrovech (subsp. chathamensis) a Kermadekových ostrovech (subsp. cyanurus). Na Severním ostrově velmi malé populace přežívají v hustých lesích severního Northlandu a pohoří Ruahines. Na Jižním ostrově malé skupinky kakarikiů patrně přežívají na jihu Západního pobřeží a kolem Nelsonu a v Catlins.

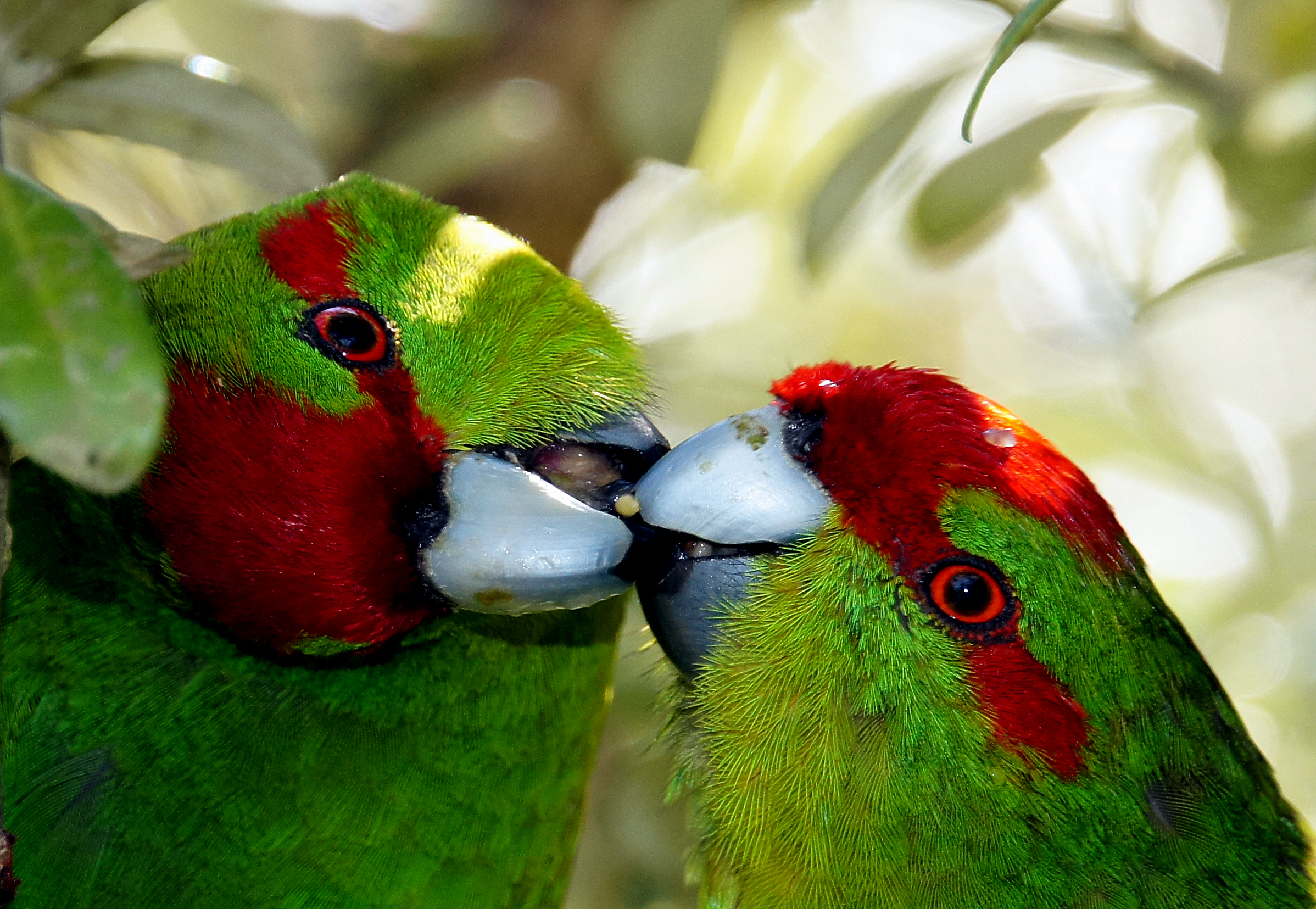
Detaily hlav kakarikiů s karmínovými páskami

Díky reintrodukčním programům je kakariki rozšířen i na ostrovech Tiritiri Matangi, Cuvier, Motuhora, Matiu, Motuihe, Moturua (Bay of Islands), přírodní oplocené rezervaci Zealandia ve Wellingtonu a přírodních parcích Tawharanui a Shakespeare.

## Biologie

### Chování
Kakarikiové rudočelí se rozšířili a adaptovali v celé řadě tropických a subtropických habitatů. I když v letu vypadají poněkud neohrabaně, jsou velmi dobří letci, kteří běžně překonávají velké vzdálenosti mezi ostrovy ve snaze optimalizovat vytěžení potravních zdrojů. V případě nalezení vhodného habitatu se mohou rychle rozmnožit a bryskně vytvořit početné populace. U kakarikiů však mohou běžně nastávat i prudké populační poklesy, které bývají být výsledkem nedostupnosti potravy a v případě některých ostrovů i vody.
Většinou se vyskytují samotářsky nebo v páru, avšak mimo hnízdní období (podzim a zima) se mohou sdružovat do nepočetných hejn, typicky do 5 jedinců. Hejna se sdružují u zdrojů potravy a většinou jsou snadněji vyplašena než samotářští jedinci. Ke komfortnímu chování patří důkladné čištění peří (preening) zobákem, vehementní škrábání hlavy nohama nebo čištění zobáku o rostliny. Podobně jako ostatní kakarikiové, kakarikiové rudočelí se každý den důkladně koupou. Nalezou do mělké čisté vody, do které ponoří hlavu a začnou stříkat vodu na záda pomocí svých křídel za neustálého třepotání těla. Na konci koupele otřepou křídla i tělo a v případě slunečného počasí usednou na slunce, aby se vysušili.
Agrese je u druhu spíše vzácná. Při bojích o hnízdní stanoviště nebo potravní zdroje papoušci používají své nohy k zahnání vetřelce. Např. při posedu samec může dosednout vedle jiného samce, ve kterém vidí soka, a šťouchne do něj nohou. Občas může dojít ke krátkým bojůvkám v letu, výjimečněji i na zemi. Jednou z taktik kakarikiů rudočelých k zahnání oponenta je široké rozevření zobáku a pomalé přibližování se k vetřelci. Submisi (podřízenost) dává kakariki nezvyklým množstvím různých úkonů na malý druh papouška. K těm patří otočení hlavy o 90 stupňů od oponenta, přikrčení, odkročení od oponenta o několik kroků, nahnutí se na stranu při vzpřímeném nebo sehnutém držení těla, otočení se na stranu, odejití nebo odletění, což je vůbec nejčastější reakce na agresi.

### Vokalizace
Typickým hlasovým projevem kakarikiů rudočelých je hlasité štěbetání, které je slyšet hlavně při houfování a v letu. Během krmení jsou papoušci převážně tiší. Štěbetání je používáno i k udržování kontaktu v páru nebo při vyrušení. Štěbetání papoušků připomíná slabiky tur-tur-tur či ki-ki-ki. Díky svému maskovacímu opeření jsou kakarikiové častěji slyšeni než viděni.

### Rozmnožování

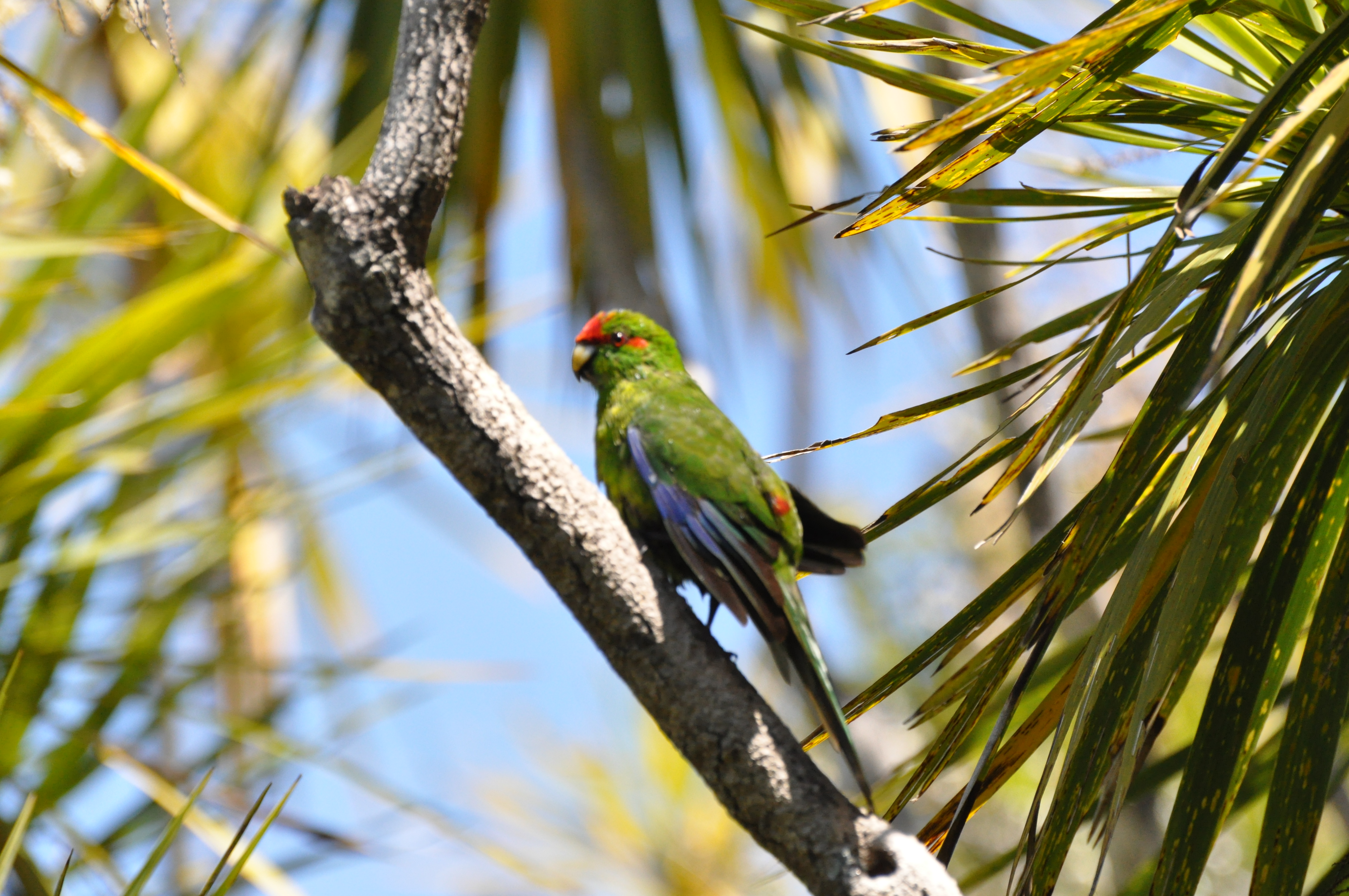
Kakariki rudočelý na Tiritiri Matangi

Hlavními komponenty námluvního chování je vzájemná tolerance a všímavost. Nejdůležitějším prvkem námluv je situace, kdy samice sedí na větévce, a samec dosedne těsně vedle ní a začne se posuvnými kroky pohybovat směrem k a od samice. Zatímco samice zůstává nehybná, samec se pravidelně otáčí o 180 stupňů; k těmto otočkám dochází nejčastěji těsně u samice nebo naopak v momentě, kdy je samec na větvi nejdále od ní. Součástí tohoto namlouvacího rituálu samce jsou odskoky a odlety samce na jiné větve kolem, uklánění se, jemné štěbetání a rychlé roztahování a stahování duhovek. Po utvoření páru dochází k zásnubnímu krmení, které začíná cca 2 měsíce před kladením vajec a postupně se stupňuje.
Kakariki rudočelý hnízdí v norách a dutinách. V oblibě má dutiny vysoko v korunách živých i uschlých stromů. Neváhá však zahnízdit ani v dutinách spadlých kmenů, ve skalních dutinách a v bludišti nor formujících se pod hustou vegetací. V případě nedostatku vhodných hnízdících stanovišť může hnízdit i v norách vyhloubených jinými ptáky. Např. na Tiriti Matangi kakarikiové využívají nory vyhloubené ledňáčky posvátnými (Todiramphus sanctus) i buřňáky druhu Pterodroma gouldi. V případě snahy kakarikiů o zahnízdění v noře používané jiným druhem se může stát, že jsou odtud kakarikiové vyhnání hnízdícím ptákem. Hnízdo staví pouze samice v nejhlubším, nejtmavším místě dutiny nebo nory. Nejdříve zobákem začne klovat do substrátu pod sebou a nohama odhazovat odkopaný materiál. Vyhloubený důlek pak vystele dostupným materiálem jako jsou suché větvičky, mech, peří nebo zbytky rostlin. Někdy dokonce rozžvýkává materiál kolem vstupného otvoru, kterým pak také používá na stavbu hnízda.
Ke kladení vajec dochází nejčastěji mezi říjnem a prosincem, avšak náhradní snůšky jsou někdy kladeny až do března. Samice snáší 4–9, nejčastěji 7 bílých vajec elipsovitého tvaru. Vejce mají rozměr 26×21 mm a váhu 6 g. Ke kladení dochází nejdříve v denních intervalech, avšak časy se postupně prodlužují až k 3–4 dnům mezi posledními vejci. Inkubuje pouze samice po dobu kolem 23 dní. S inkubací začne někdy po snesení prvního, druhého, třetího či čtvrtého vejce, takže se mláďata klubou postupně. V této době ji potravu shání samec, který samici v pravidelných intervalech (cca každou hodinu) vyláká z hnízda svým zpěvem a krmí je regurgitací potravy. Náhradní snůšky se dějí pouze v případě zániku první snůšky. Kakarikiové mohou zahnízdit v tom samém hnízdě i následující rok.

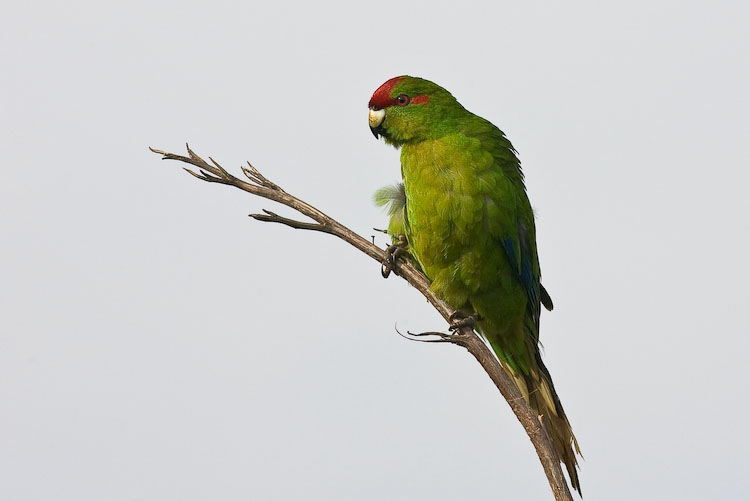
Kakariki rudočelý na ostrově Kapiti

Po narození ptáčat samec pokračuje s vykrmováním samice po další dva týdny. Samec předává jídlo samici a ta pak krmí ptáčata. Pokud samice není v blízkosti hnízda, samec může krmit ptáčata přímo. V následujícím období vykrmují mláďata oba rodiče. K osamostatnění mláďat dochází někdy po 5–9, nejčastěji 7 týdnech od vyklubání. I přes různý stupeň vývinu opouští mladí kakarikiové hnízdo najednou, takže některá mláďata jsou vyvinuta výrazně více než jiná.
Nějaký čas po opuštění hnízda se mláďata zdržují v blízkosti teritorií rodičů, se kterými občas shání potravu v malých hejnech, načež dochází k disperzi. Vzdálenost disperze silně závisí na potravní nabídce a může se v jednotlivých letech nebo oblastech lišit podle dostupnosti potravy. Začínají se pářit v prvním roce života.
Hnízdní úspěšnost silně závisí na dostupnosti potravy a přítomných predátorech. Na ostrově Little Barrier bylo nejčastější příčinou úmrtí mláďat vyhladovění. K dalším příčinám úhynu ptáčat patřilo zamoření hnízda roztoči nebo vyplnění hnízda predátory. Po opuštění hnízda umírala ptáčata nejčastěji v prvních dvou týdnech po opuštění hnízda, a sice následkem útoku jiných ptáků jako jsou sovky bubuk.

### Potrava
Živí se všežravě, nicméně většinu potravy tvoří rostlinná složka. Pojídá semena (nejčastěji lenovník, ostřice, pabuky, lipnicovité a rostliny rodů Mariscus a Muehlenbeckia), bobule, ovoce (hlavně Myoporum laetum a rostliny rodů Coprosma a Solanum), pupeny, květy, nektar a výhonky rostlin. Konkrétně pojídané druhy závisí na obývaném habitatu. Vzhledem k extrémní biotopické diverzitě ostrovních habitatů, kde se papoušci vyskytují, se jedná o stovky různých druhů rostlin, které poskytují kakarikiům potravu. Rostlinný jídelníček kakarikiové doplňují hmyzem, který je pro ně důležitý hlavně před energeticky náročným obdobím hnízdění. Kermadecký poddruh cyanurus pojídá i mořské měkkýše. Potravu hledá nejčastěji na zemi, avšak může ji sesbírávat ve všech patrech lesa.

## Ohrožení a ochrana
Klíčovým důvodem vymizení kakarikiů z většiny novozélandské pevniny byla introdukce savčích predátorů jako jsou krysy, lasice a fretky. Kakarikiové rudočelí jsou zvláště náchylní na predaci proto, že sbírají potravu na zemi, kde jsou snadným cílem lasicovitých šelem. Papoušci bývali natolik široce rozšíření, že ještě v 70. a 80. letech 19. století byli považováni na sadech a v zahradách za škůdce.

## Chov
Kakariki rudočelí jsou poměrně běžně chováni v zajetí. Chovatelé oceňují hlavně nenáročnost chovu a snadnost množení. Kakariki rudočelý a žlutočelý jsou jedinými nativními novozélandskými ptáky, které Ministerstvo památkové péče povoluje místním chovatelům po získání povolení chovat a rozmnožovat. Existuje několik barevných forem kakarikiů, například žlutá, zelená, strakatá nebo šedomodrá mutace.

Ukázky barevných mutací z chovů
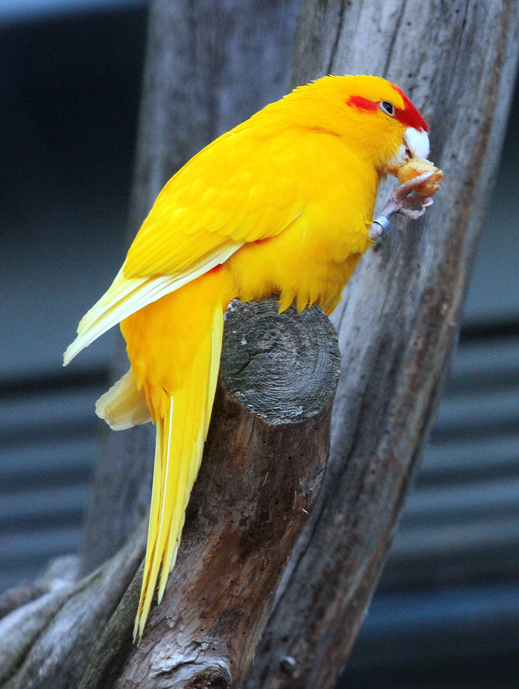
Žlutá
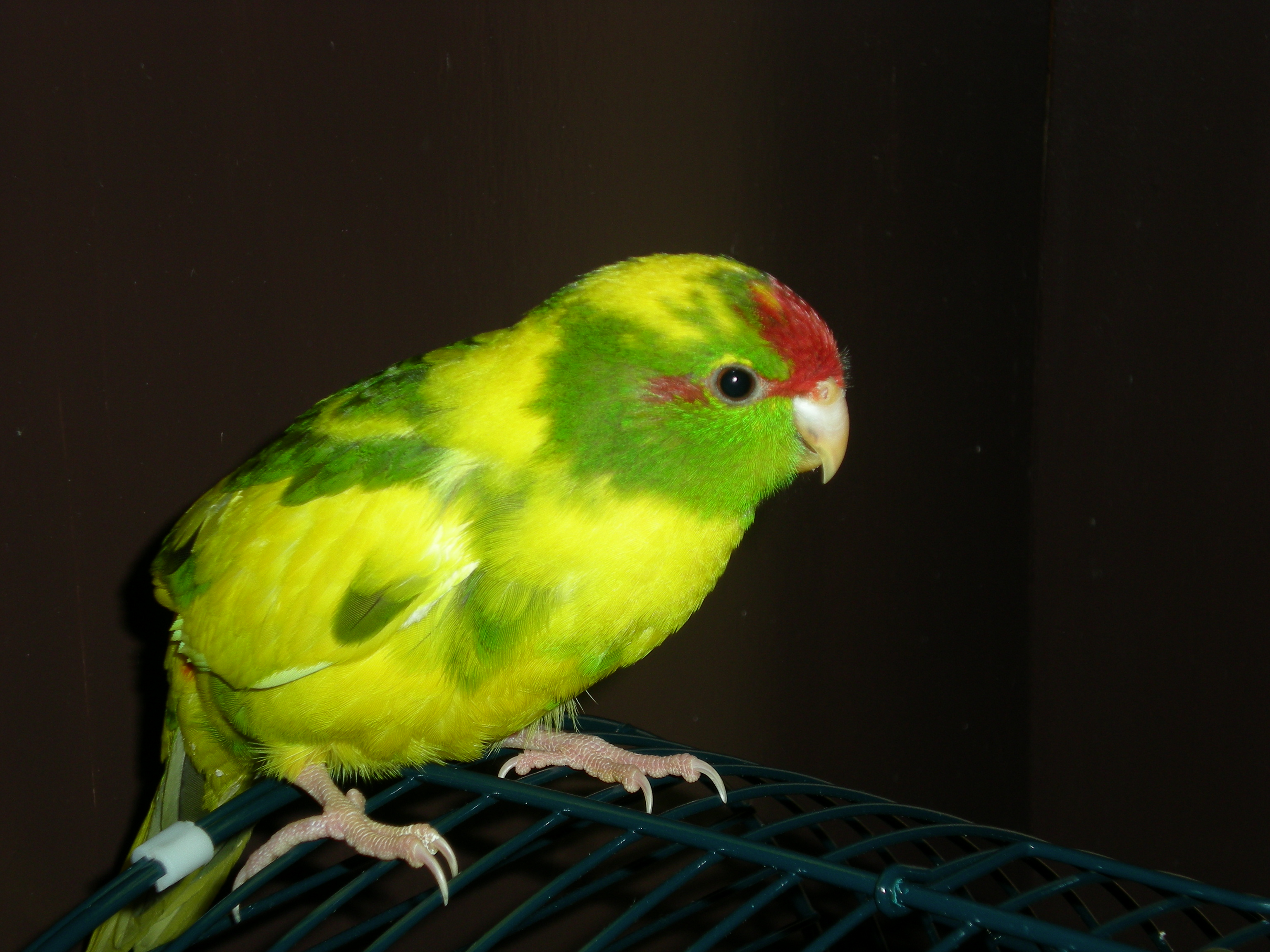
Strakatá